# 寝覚の床

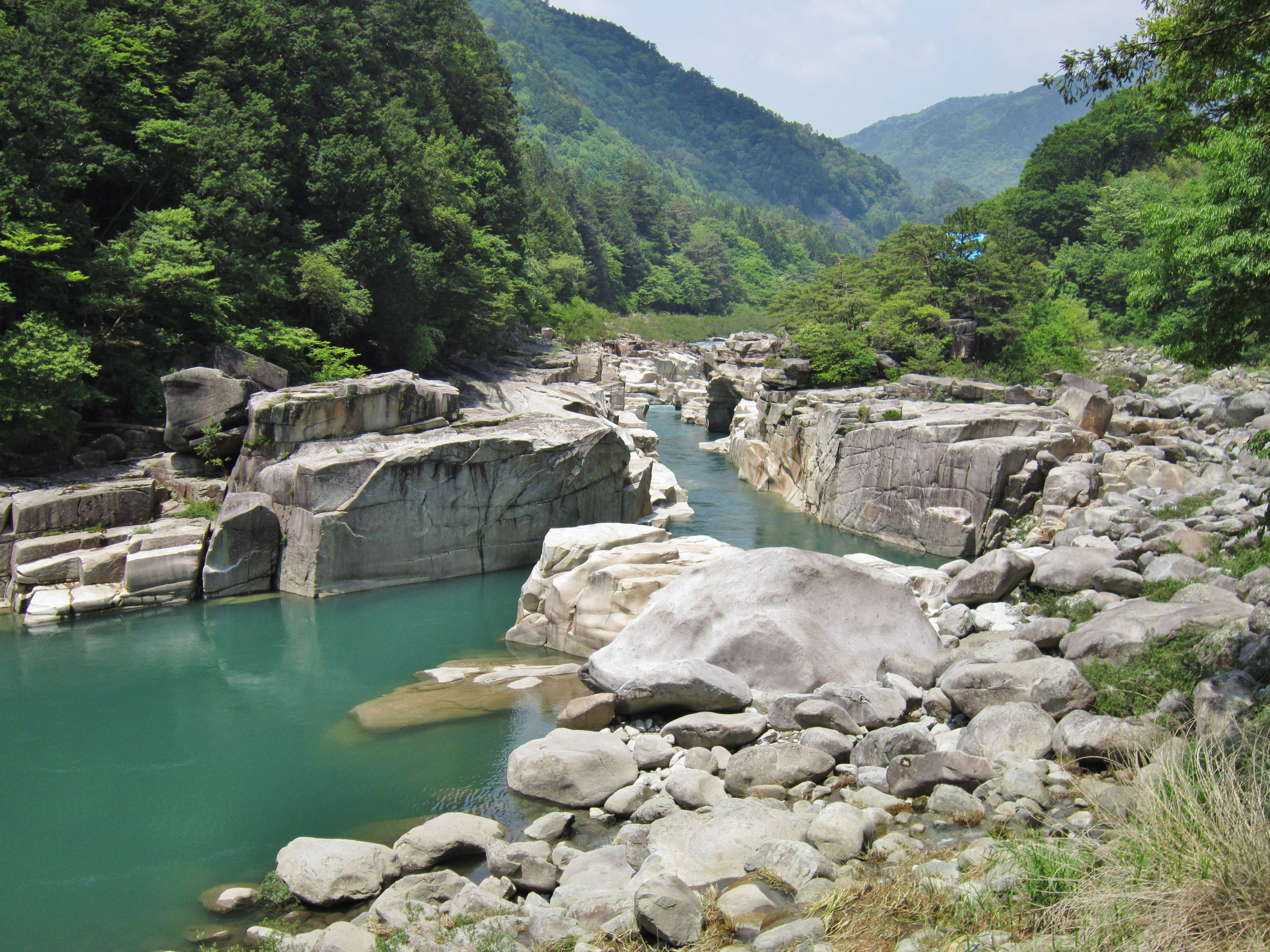
木曽川と寝覚の床

寝覚の床（ねざめのとこ）は、長野県木曽郡上松町にある景勝地。日本五大名峡の一つに数えられ、国の名勝にも指定されている。

## 概要
木曽川の水流によって花崗岩が侵食されてできた自然地形である。1923年（大正12年）3月7日に国の名勝に指定された。
かつては急流であったが、上流に設けられた関西電力の木曽ダム（1968年に運用開始）などにより水位が下がったために、水底で侵食され続けていた花崗岩が現在は水面上にあらわれている。
かつては生活排水が流入していたが、1987年（昭和62年）に発電所の水利権更新にあたり、水資源対策委員会が設けられ、関西電力と交渉の結果、夏季は毎秒2.7t、冬季は毎秒2.0ｔの放流が行われるようになった。1988年（昭和63年）からはアユの放流が行われている。
中山道を訪れた歌人等によって歌にも詠まれ、長野県歌「信濃の国」の4番にも「旅のやどりの寝覚の床」とうたわれている。
寝覚の床の中央にある浦島堂は、弁才天像を残したといわれている。
一方、上松町臨川寺の縁起によれば、その弁才天像を祀ったのが当の寺であるという。
周囲は公園として整備されている。また川沿いの高所を走るJR中央本線の列車の車窓からも一望できる。中央西線の特急「しなの」では、列車によっては車掌が近くを通過する際にアナウンスをしたり、乗客に景色を堪能してもらうために列車の速度をやや落として運転したりすることもある。

## 地質
寝覚の床の地質は、中生界の粗粒黒雲母花崗岩である。露出岩盤には方状節理が見られる。各段の高さと幅はそれぞれ数mで、最上段は現河床からの比高が約20mである。岩盤は約1.2万年前に露出した。平均侵食速度(下刻速度)は1.7m/kyrである。

## 三返りの翁
民間伝承によれば、寝覚の里には三返りの翁（みかえりのおきな）という、長寿の薬を民に供していたされる伝説上の人物が住んでいた。
室町後期の成立とされる謡曲『寝覚』がこの伝承に基づいている。この作品のあらすじでは、長寿の薬のことを耳にした延喜当時の天皇が、その風聞を調べてくるように寝覚の里まで勅使を遣わすと、翁が医王仏の権現であると名乗り、その秘薬を献上する。翁はすでに千年来、寝覚の床に住んでいるが、薬を使って3度若返ったので「三返りの翁」の名称がついたのだと説明される。

## 浦島太郎伝説

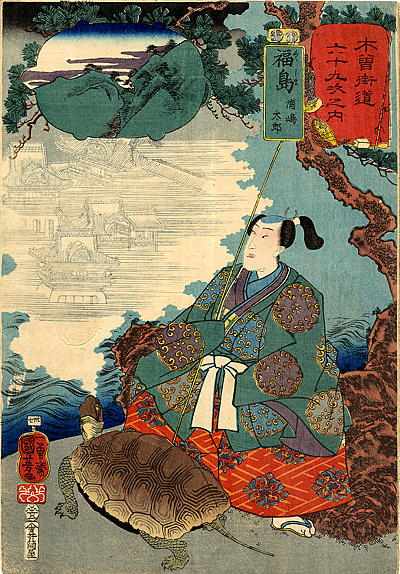
木曾福島の浦島太郎と亀。
―歌川国芳画、「福島宿」、『木曾街道六十九次』。

この地と浦島太郎を結びつけた古い記録としては、沢庵和尚が『木曾路紀行』で「浦島がつり石」なる岩に言及している。
貝原益軒も『木曾路之記』において、貞享2年（1685年）の旅中に「浦島がつりせし寝覚の床」を見聞したと記している。(ただし浦島がこの地に来た事実については懐疑的である) 。
浦島太郎が竜宮城から帰ってきたのち、この寝覚の地で暮らした次第をありありと描いた伝説も作られている。
臨川寺建立の由来を語る『寝覚浦嶋寺略縁起』によれば、浦島太郎は竜宮城から玉手箱と弁財天像と万宝神書をもらって帰り、日本諸国を遍歴したのち、木曽川の風景の美しい里にたどり着いた。ここであるいは釣りを楽しみ、霊薬を売るなどして長年暮らしていたが、あるとき里人に竜宮の話をするうち玉手箱を開けてしまい、齢300年の老人と化してしまった。天慶元年（938年）この地から姿を消したという。
上記の『寝覚浦嶋寺略縁起』の伝説は、現存最古のものでも宝暦六年(1756年)改版本であるが、おおまかな伝説としては、近世初頭以降に語り継がれてきたものと考えられる。
また巷説によれば、浦島太郎には、今までの出来事がまるで「夢」であったかのように思われ、目が覚めたかのように思われた。このことから、この里を「寝覚め」、岩が床のようであったことから「床」、すなわち「寝覚の床」と呼ぶようになったという。
ある頃をさかいに、寝覚の床の浦島太郎と前述の三返りの翁は同一視されるようになっていた。『略縁起』にもやはり、浦島太郎が「見かへりの翁」と呼ばれていたことが記されている。こちらの場合は、浦島が人々に霊薬を売っていたゆえに「見返り」の老人と呼ばれたと釈明されている。
古浄瑠璃「浦嶋太郎」の舞台も上松の宿場で、浦島太郎は、海から遠い山中の木曾山中に住み、木曾川で釣り糸を垂らして暮らしていたとする。

## その他
- 木曽ダム建設時には景観保存が問題となり、1965年（昭和40年）関電が上松町に対し3,990万円の一時補償を行ない、異議求償を求めない契約が結ばれた。

## 画像解説

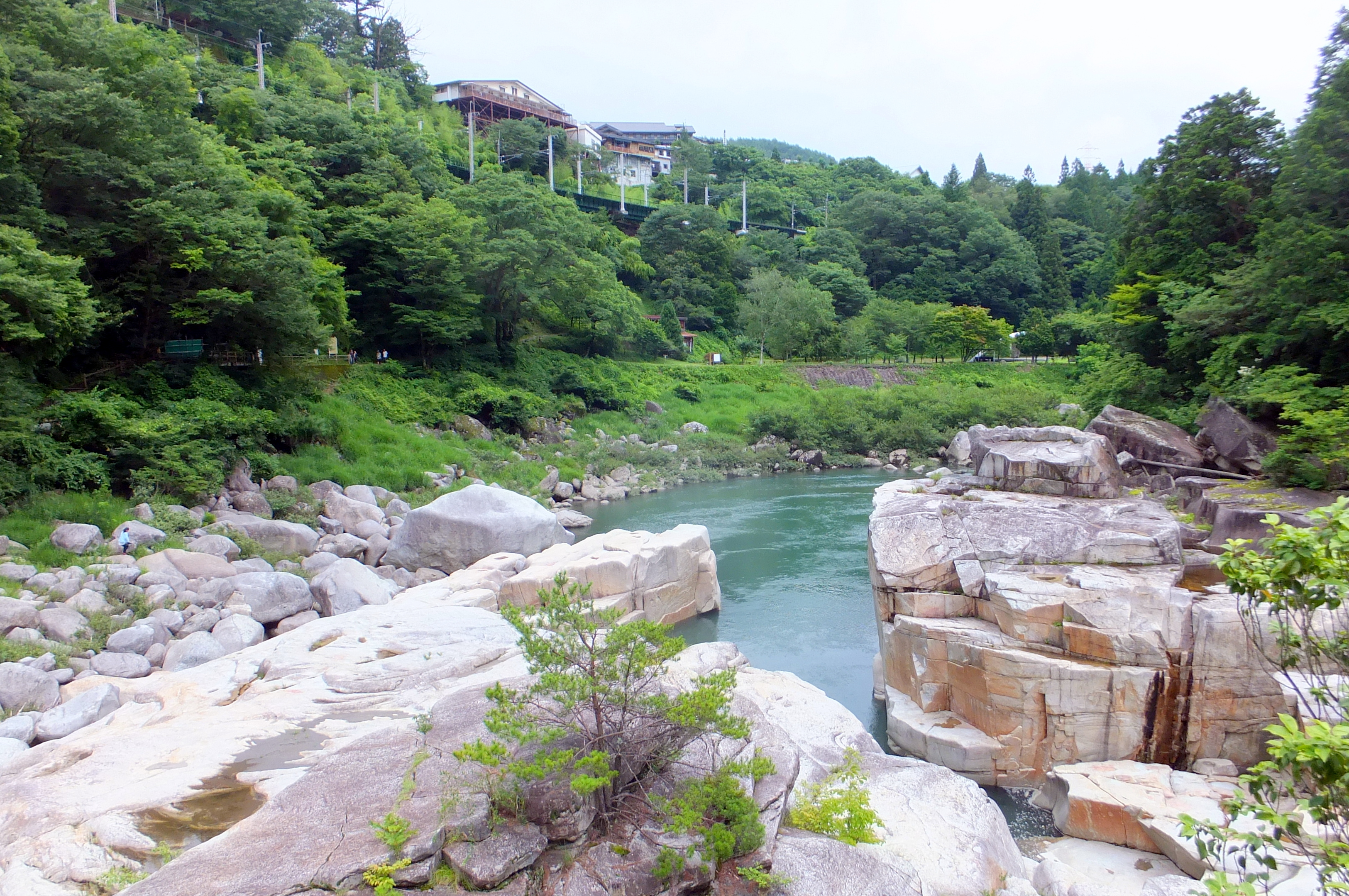
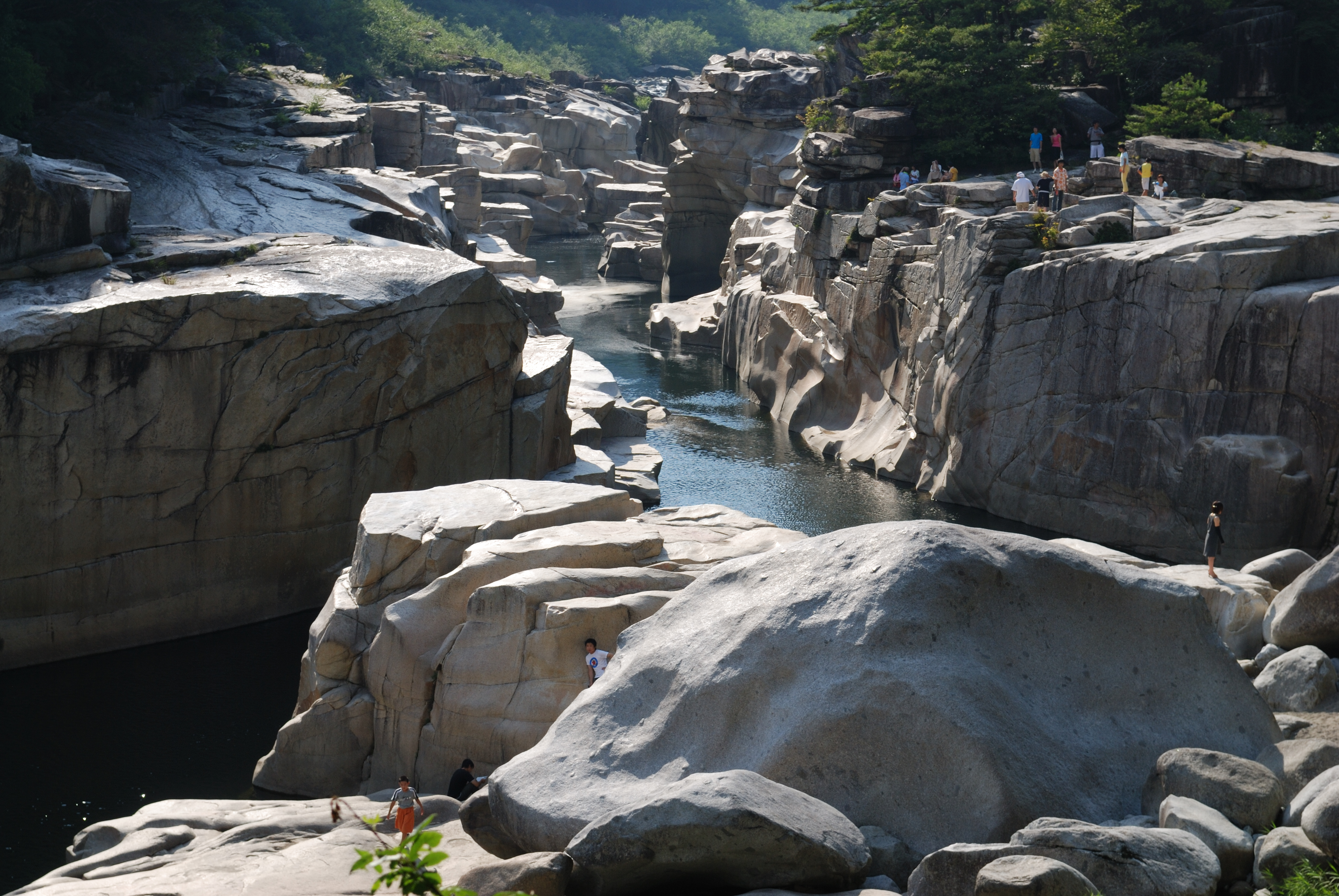
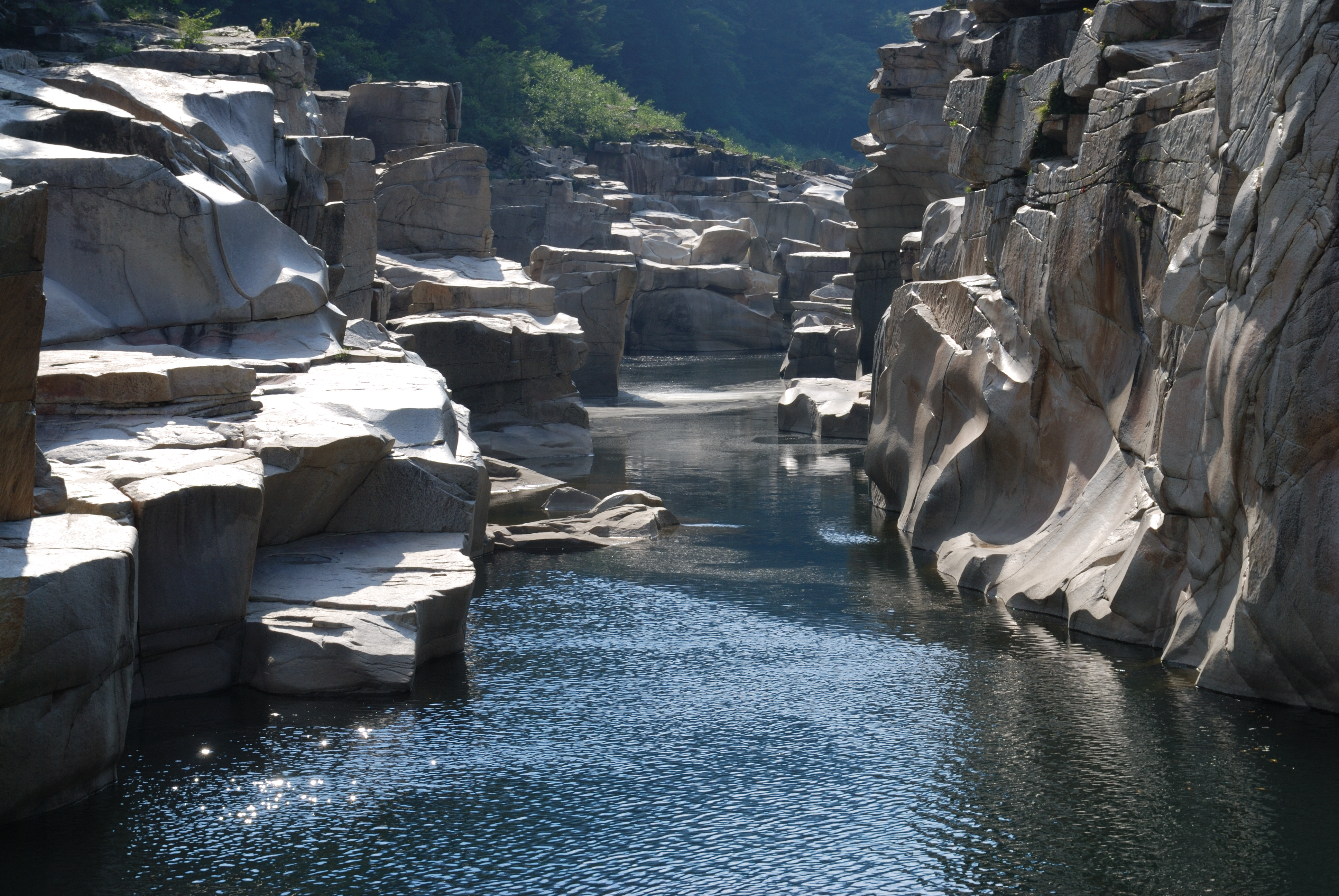
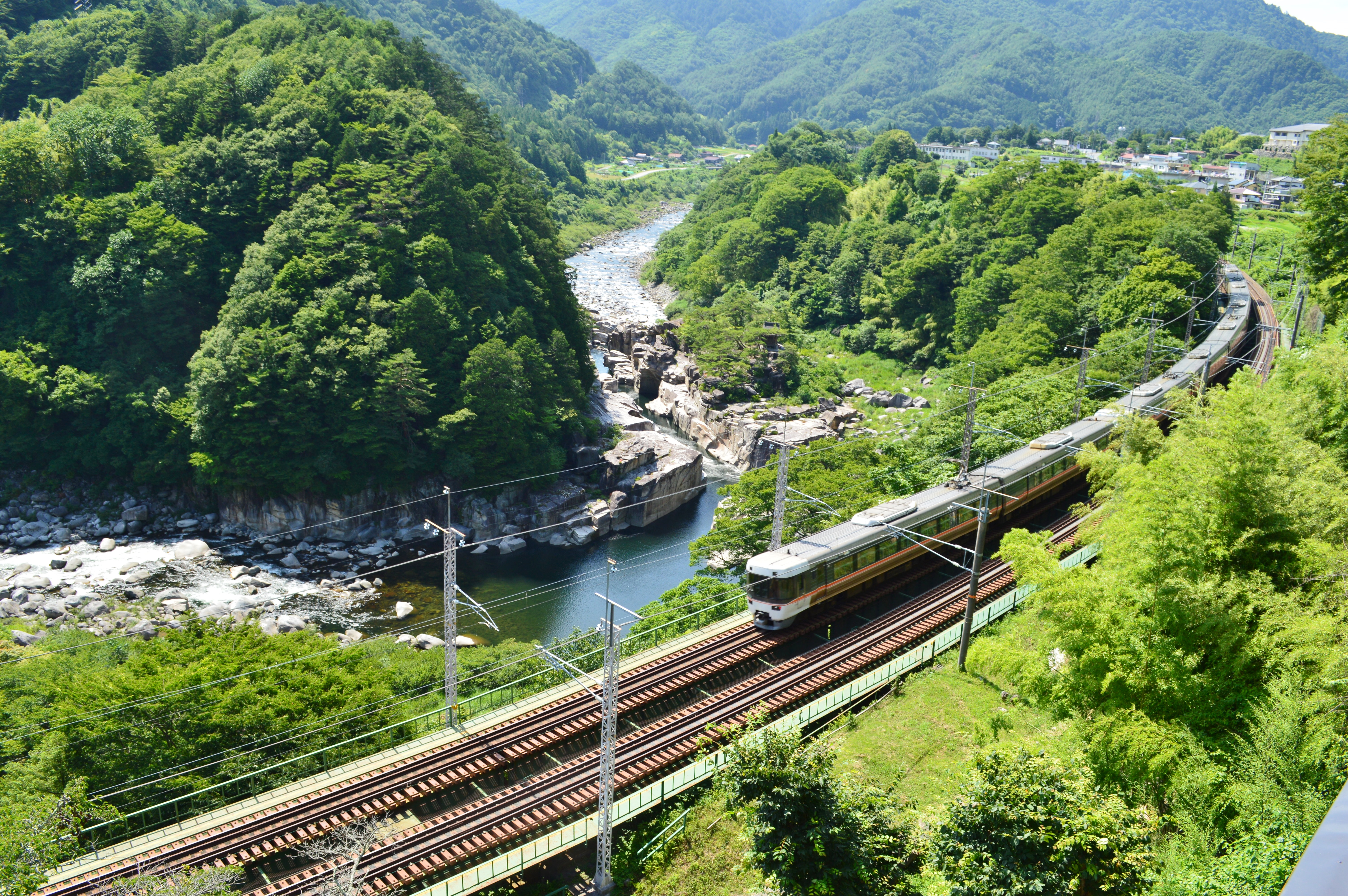
周辺環境 下はJR中央本線

## 交通
- 自動車（寝覚の床周辺のドライブインの駐車場や、上松町営の駐車場を利用できる）
  - 長野自動車道塩尻ICを出て、国道19号を南方（木曽方面）へ約60km
  - 中央自動車道中津川ICを出て、国道19号を北方（塩尻方面）へ約50km
  - 中央自動車道伊那ICを出て、国道361号（伊那木曽連絡道路）を経由して国道19号を南方へ約40km
- 鉄道（東京方面からアクセスする場合は、JR塩尻駅で乗り換え）
  - JR中央本線上松駅 - 南方へ約2km、徒歩約25分、もしくは定期バス・タクシーを利用
  - JR中央本線木曽福島駅 - 南方へ12km、定期バス・タクシー利用

## 周辺
- 木曽川 - 小川
- 国道19号
- 木曽路美術館
- 寝覚ノ床美術公園
- 中央本線